# Eriopyga nigrocollaris
Eriopyga nigrocollaris är en fjärilsart som beskrevs av Köhler 1947. Eriopyga nigrocollaris ingår i släktet Eriopyga och familjen nattflyn. Inga underarter finns listade i Catalogue of Life.